# Estância de Brás
Estância de Brás (crioll capverdià Stanxa d Brás) és una vila al nord de l'illa de São Nicolau a l'arxipèlag de Cap Verd. Està situada 6 kilòmetres al nord-oest de Ribeira Brava.